# Юнак, Григорий Михайлович
Григорий Михайлович Юнак — сапёр сапёрного взвода 138-го гвардейского стрелкового полка 48-й гвардейской стрелковой дивизии 70-й армии 1-го Украинского фронта, гвардии младший сержант — на момент представления к награждению орденом Славы 1-й степени.

## Биография
Родился 22 октября 1912 года в селе Степановка (ныне посёлок городского типа Сумского района Сумской области) в семье крестьянина. Украинец.
Образование начальное. Работал трактористом в местной сельскохозяйственной артели.
В Красной армии и на фронте в Великую Отечественную войну с сентября 1942 года. Отличился при освобождении города Берёза, в боях в Восточной Пруссии, во время штурма Берлина. Неоднократно был ранен, контужен.
Сапёр сапёрного взвода 138-го гвардейского стрелкового полка гвардии младший сержант Г. М. Юнак 14 июля 1944 года близ города Берёза Брестской области Белоруссии под огнём скрытно пробрался в расположение противника и собрал сведения о вражеских инженерных заграждениях. При переходе полка в наступление способствовал переправе подразделений через реку Ясельда по разведанному им броду. Приказом от 26 июля 1944 года «за образцовое выполнение заданий командования в боях с немецко-фашистскими захватчиками» гвардии младший сержант Юнак Григорий Михайлович награждён орденом Славы 3-й степени.
18 августа 1944 года у населенного пункта Куры Г. М. Юнак в составе того же полка, дивизии под сильным огнём проделал во вражеском минном поле проход и, сняв 25 противопехотных мин, обеспечил продвижение стрелков. Приказом от 19 сентября 1944 года «за образцовое выполнение заданий командования в боях с немецко-фашистскими захватчиками» гвардии младший сержант Юнак Григорий Михайлович награждён орденом Славы 2-й степени.
24 апреля 1945 года в составе того же полка, дивизии, армии Г.M.Юнак с двумя бойцами под вражеским обстрелом в сжатые сроки построил мост через канал Тельтов, обеспечив переправу полка. 25 апреля 1945 года в боях за Берлин при разминировании улиц для прохождения нашей боевой техники под огнём обезвредил 38 мин. Указом Президиума Верховного Совета СССР от 27 июня 1945 года «за образцовое выполнение заданий командования в боях с немецко-фашистскими захватчиками» гвардии младший сержант Юнак Григорий Михайлович награждён орденом Славы 1-й степени, став полным кавалером ордена Славы.
В 1945 году Г. М. Юнак демобилизован. Вернулся в родной посёлок. Работал помощником бригадира, затем бригадиром тракторной бригады колхоза имени Жданова. Умер 12 мая 1978 года. Похоронен на кладбище в урочище Глиняное в посёлке Степановка.
Награждён орденами Красной Звезды, Славы 1-й, 2-й и 3-й степеней, медалями.